# Gitschtal
Gitschtal is een gemeente in de Oostenrijkse deelstaat Karinthië, gelegen in het district Hermagor HE. De gemeente heeft ongeveer 1300 inwoners.

## Geografie
Gitschtal heeft een oppervlakte van 56,47 km². Het ligt in het uiterste zuiden van het land.
Hermagor-Pressegger See · Kirchbach · Kötschach-Mauthen · Dellach im Gailtal · Gitschtal · Lesachtal · Sankt Stefan im Gailtal
- Gemeinsame Normdatei: 16152416-3
- Nationale Bibliotheek van Tsjechië: xx0319902
- Virtual International Authority File: 170066036